# Блуменау
Блуменау (порт. Blumenau) — город и муниципалитет в Бразилии, входит в штат Санта-Катарина. Составная часть мезорегиона Вали-ду-Итажаи. Входит в экономико-статистический микрорегион Блуменау. Население составляет 292 972 человека на 2007 год. Занимает площадь 519,837 км². Плотность населения — 563,6 чел./км².
Праздник города — 2 сентября.

## История
Город основан 2 сентября 1850 года немецким колонистом Германом Блуменау.

## Демография
В 2020 году численность населения составила 361855 чел. Главные этнические группы — немцы и итальянцы. Проживающие в этом городе немцы оставили большой след на его внешнем облике, примеры которого можно увидеть в архитектуре старых зданий, статуй и мемориалов.
Блуменау, по сравнению с другими бразильскими городами, имеет очень высокий индекс развития человеческого потенциала, который по данным 2000 года составлял 0,855.

## Статистика
- Валовой внутренний продукт на 2005 составляет 5 516 256 тыс. реалов (данные: Бразильский институт географии и статистики).
- Валовой внутренний продукт на душу населения на 2005 составляет 18 827,00 реалов (данные: Бразильский институт географии и статистики).

## География
Климат местности: субтропический. В соответствии с классификацией Кёппена, климат относится к категории Cma.

## Туризм
Город имеет множество исторических и культурных достопримечательности, таких, как здания и сооружения в традиционном немецком стиле. Ежегодно проводится пивной фестиваль — бразильский «Октоберфест»